# Ron Francis
Ronald "Ron" Francis (ur. 1 marca 1963 w Sault Ste. Marie) – kanadyjski hokeista zawodowy, który w NHL spędził 23 sezony i grał dla 4 drużyn: Hartford Whalers, Pittsburgh Penguins, Carolina Hurricanes oraz Toronto Maple Leafs. Zdobył dwukrotnie z drużyną Pittsburgh Penguins Puchar Stanleya. Od 2007 roku członek Hockey Hall of Fame.

## Kariera
Draftowany w 1 rundzie, 4 ogółem przez Hartford Whalers w 1981 roku. Ron Francis był przykładem wytrwałości, zdobywającym średnio więcej niż jeden punkt w ponad 1700 meczach w 23 sezonach. Trzy razy zdobywał Lady Byng Trophy co świadczy o jego wzorcowej postawie na lodzie i poza nim. Francis zajmuje drugie miejsce na liście wszech czasów pod względem asyst, ustępując jedynie Gretzky'emu. Czwarte miejsce w ilości punktów oraz trzecie w ilości rozegranych meczów.
Francis został wymieniony do drużyny Pittsburgh Penguins w 1991 roku razem z Ulfem Samuelsson'em za Zarleya Zalapskiego i Johna Cullena; ta wymiana była przemyślanym, wspaniałym wyczynem Pittsburgha. Francis rozpoczął grę na centrze, na drugiej linii za pierwszą prowadzoną przez Mario Lemieux. Ron wrócił do swojej pierwotnej drużyny, Carolina Hurricanes (powstałą w wyniku przenosin Hartford Whalers), jako wolny strzelec w sezonie 1998–1999. Jako kapitan doprowadził drużynę do finału Pucharu Stanleya w 2002 roku. Francis zakończył karierę krótką grą dla Toronto Maple Leafs, wymieniony tam przez drużynę Carolina Hurricanes w Marcu 2004. Pozwoliło mu to ostatni raz walczyć o Puchar Stanleya. Na sportową emeryturę przeszedł przed sezonem 2005–2006 i zajął pozycję w Raleigh Youth Hockey Association.
Wygrał 2 Puchary Stanleya z Pittsburghiem, pierwszy w sezonie 1990–1991 a drugi w następnym sezonie 1991–1992. Jego najlepszym sezonem był 1995–1996, kiedy zdobył 119 punktów oraz pierwsze miejsce w lidze pod względem asyst - 92 asysty. W poprzednim sezonie również zajmował pierwsze miejsce z 48 asystami ze względu na skrócony sezon. Numer z którym grał (10) zastrzegły drużyny: Hartford Whalers (6 stycznia 2006) oraz Carolina Hurricanes (28 stycznia 2006)
28 czerwca 2007 został wybrany do włączenia go do Hockey Hall of Fame. Oficjalnie stał się jej członkiem dnia 12 listopada 2007.

## Osiągnięcia
- 1983 - grał w NHL All-Star Game
- 1985 - grał w NHL All-Star Game
- 1990 - grał w NHL All-Star Game
- 1991 - Stanley Cup (Pittsburgh)
- 1992 - Stanley Cup (Pittsburgh)
- 1995 - Alka-Seltzer Plus Award
- 1995 - Frank J. Selke Trophy
- 1995 - Lady Byng Trophy
- 1996 - grał w NHL All-Star Game
- 1998 - Lady Byng Trophy
- 1998 - Honorowy doktorat od Lake Superior State University
- 2002 - Lady Byng Trophy
- 2002 - King Clancy Memorial Trophy
- NHL Foundation Player Award
- 2007 - Włączony do Hockey Hall of Fame

## Statystyki
| 1980-81     | Sault Ste. Marie Greyhounds | OMJHL       | 64   | 26  | 43   | 69   | 33  | 19  | 7  | 8  | 15  | 34 |
| 1981-82     | Sault Ste. Marie Greyhounds | OHL         | 25   | 18  | 30   | 48   | 46  | —   | —  | —  | —   | —  |
| 1981-82     | Hartford Whalers            | NHL         | 59   | 25  | 43   | 68   | 51  | —   | —  | —  | —   | —  |
| 1982-83     | Hartford Whalers            | NHL         | 79   | 31  | 59   | 90   | 60  | —   | —  | —  | —   | —  |
| 1983-84     | Hartford Whalers            | NHL         | 72   | 23  | 60   | 83   | 45  | —   | —  | —  | —   | —  |
| 1984-85     | Hartford Whalers            | NHL         | 80   | 24  | 57   | 81   | 66  | —   | —  | —  | —   | —  |
| 1985-86     | Hartford Whalers            | NHL         | 53   | 24  | 53   | 77   | 24  | —   | —  | —  | —   | —  |
| 1986-87     | Hartford Whalers            | NHL         | 75   | 30  | 63   | 93   | 45  | 6   | 2  | 2  | 4   | 6  |
| 1987-88     | Hartford Whalers            | NHL         | 80   | 25  | 50   | 75   | 87  | 6   | 2  | 5  | 7   | 2  |
| 1988-89     | Hartford Whalers            | NHL         | 69   | 29  | 48   | 77   | 36  | 4   | 0  | 2  | 2   | 0  |
| 1989-90     | Hartford Whalers            | NHL         | 80   | 32  | 69   | 101  | 73  | 7   | 3  | 3  | 6   | 8  |
| 1990-91     | Hartford Whalers            | NHL         | 67   | 21  | 55   | 76   | 51  | —   | —  | —  | —   | —  |
| 1990-91     | Pittsburgh Penguins         | NHL         | 14   | 2   | 9    | 11   | 21  | 24  | 7  | 10 | 17  | 24 |
| 1991-92     | Pittsburgh Penguins         | NHL         | 70   | 21  | 33   | 54   | 30  | 21  | 8  | 19 | 27  | 6  |
| 1992-93     | Pittsburgh Penguins         | NHL         | 84   | 24  | 76   | 100  | 68  | 12  | 6  | 11 | 17  | 19 |
| 1993-94     | Pittsburgh Penguins         | NHL         | 82   | 27  | 66   | 93   | 62  | 6   | 0  | 2  | 2   | 6  |
| 1994-95     | Pittsburgh Penguins         | NHL         | 44   | 11  | 48   | 59   | 18  | 12  | 6  | 13 | 19  | 4  |
| 1995-96     | Pittsburgh Penguins         | NHL         | 77   | 27  | 92   | 119  | 56  | 11  | 3  | 6  | 9   | 4  |
| 1996-97     | Pittsburgh Penguins         | NHL         | 81   | 27  | 63   | 90   | 20  | 5   | 1  | 2  | 3   | 2  |
| 1997-98     | Pittsburgh Penguins         | NHL         | 81   | 25  | 62   | 87   | 20  | 6   | 1  | 5  | 6   | 2  |
| 1998-99     | Carolina Hurricanes         | NHL         | 82   | 21  | 31   | 52   | 34  | 3   | 0  | 1  | 1   | 0  |
| 1999-00     | Carolina Hurricanes         | NHL         | 78   | 23  | 50   | 73   | 18  | —   | —  | —  | —   | —  |
| 2000-01     | Carolina Hurricanes         | NHL         | 82   | 15  | 50   | 65   | 32  | 3   | 0  | 0  | 0   | 0  |
| 2001-02     | Carolina Hurricanes         | NHL         | 80   | 27  | 50   | 77   | 18  | 23  | 6  | 10 | 16  | 6  |
| 2002-03     | Carolina Hurricanes         | NHL         | 82   | 22  | 35   | 57   | 30  | —   | —  | —  | —   | —  |
| 2003-04     | Carolina Hurricanes         | NHL         | 68   | 10  | 20   | 30   | 14  | —   | —  | —  | —   | —  |
| 2003-04     | Toronto Maple Leafs         | NHL         | 12   | 3   | 7    | 10   | 0   | 12  | 0  | 4  | 4   | 2  |
| NHL łącznie | NHL łącznie                 | NHL łącznie | 1731 | 549 | 1249 | 1798 | 979 | 171 | 46 | 97 | 143 | 95 |
| OHL łącznie | OHL łącznie                 | OHL łącznie | 89   | 44  | 73   | 117  | 79  | 19  | 7  | 8  | 15  | 34 |